# Resolutie 2200 Veiligheidsraad Verenigde Naties
Resolutie 2200 van de Veiligheidsraad van de Verenigde Naties werd unaniem door de VN-Veiligheidsraad aangenomen op 12 februari 2015. De resolutie verlengde het expertenpanel dat toezag op de sancties tegen Darfur met ruim een jaar.
Soedan werd er onder meer van beschuldigd de bevolking in Darfur te terroriseren. Samantha Power, de vertegenwoordiger van de Verenigde Staten, haalde om dat te staven een rapport van Human Rights Watch aan en zei dat het land een onderzoek naar een massaverkrachting in Tabit had tegengehouden. Ook andere NGO's stelden dat de toegang tot noodhulp werd gehinderd en dat de overheid en gewapende groeperingen de bevolking aanvielen.
Hassan Hamid Hassan, de vertegenwoordiger van Soedan, repliceerde dat die beschuldigingen ongegrond waren en rebellengroepen aanzetten verder te vechten. De UNAMID-vredesmacht was wel degelijk in Tabit geweest en had een rapport opgesteld. De NGO's waren niet onpartijdig en het rapport van HRW was gefabriceerd. Het was het intercommunautair geweld dat de bevolking hard trof en inspanningen van UNAMID om daar iets tegen te doen waren welkom.

## Achtergrond
Al in de jaren '50 was het zwarte zuiden van Soedan in opstand gekomen tegen het overheersende Arabische noorden. De vondst van aardolie in het zuiden maakte het conflict er enkel maar moeilijker op. In 2002 kwam er een staakt-het-vuren en werden afspraken gemaakt over de verdeling van de olie-inkomsten. Verschillende rebellengroepen waren hiermee niet tevreden en in 2003 ontstond het conflict in Darfur tussen deze rebellen en de door de regering gesteunde janjaweed-milities. Die laatsten gingen over tot etnische zuiveringen en in de volgende jaren werden in Darfur grove mensenrechtenschendingen gepleegd waardoor miljoenen mensen op de vlucht sloegen.

## Inhoud
Het geweld tussen de overheid en rebellen en de bevolkingsgroepen in Darfur onderling was de voorbije maanden opnieuw toegenomen.
De Soedanese overheid bleef ook de sancties schenden, door onder meer eigen troepen en gelieerde gewapende groeperingen in Darfur te bewapenen zonder toestemming van het sanctiecomité. Daarnaast hinderde ze het werk van het expertenpanel door onder meer de toegang tot de conflictgebieden te beperken, al was de medewerking intussen verbeterd.
Het expertenpanel had verder speciale melding gemaakt van mensenrechtenschendingen in het vluchtelingenkamp Khor Abeche nabij Taweisha in Noord-Darfur. Het gebruik van de vluchtelingenkampen voor militaire doeleinden door gewapende groeperingen werd veroordeeld. Het mandaat van het panel werd verder verlengd tot 12 maart 2016.
Niet alle landen hielden zich aan de opgelegde sancties. Alle landen moesten personen die door het comité werden opgelijst van hun grondgebied weren en hun financiële middelen bevriezen. Het comité moest de betrokken partijen onmiddellijk aanspreken.

## Verwante resoluties
- Resolutie 2148 Veiligheidsraad Verenigde Naties (2014)
- Resolutie 2173 Veiligheidsraad Verenigde Naties (2014)
- Resolutie 2265 Veiligheidsraad Verenigde Naties (2016)

Lijst ·  2196 ·  2197 ·  2198 ·  2199 ·  2200 ·  2201 ·  2202 ·  2203 ·  2204 ·  2205 ·  2206 ·  2207 ·  2208 ·  2209 ·  2210 ·  2211 ·  2212 ·  2213 ·  2214 ·  2215 ·  2216 ·  2217 ·  2218 ·  2219 ·  2220 ·  2221 ·  2222 ·  2223 ·  2224 ·  2225 ·  2226 ·  2227 ·  2228 ·  2229 ·  2230 ·  2231 ·  2232 ·  2233 ·  2234 ·  2235 ·  2236 ·  2237 ·  2238 ·  2239 ·  2240 ·  2241 ·  2242 ·  2243 ·  2244 ·  2245 ·  2246 ·  2247 ·  2248 ·  2249 ·  2250 ·  2251 ·  2252 ·  2253 ·  2254 ·  2255 ·  2256 ·  2257 ·  2258 ·  2259